# JPタワー
JPタワー（ジェイピータワー）は、東京都千代田区丸の内二丁目（東京駅前）にある超高層ビル。日本郵政グループの初の不動産事業である。

## 概要
東京駅丸の内駅舎の南西側に隣接した旧東京中央郵便局跡地に、郵便局株式会社（現・日本郵便）、東日本旅客鉄道（JR東日本）、三菱地所の共同事業により計画された。2009年（平成21年）、当時の鳩山邦夫総務大臣が物言いをつけて話題となった。
建築物としては、旧東京中央郵便局舎を一部保存した低層棟と最高軒高200.0 mの高層棟から構成され、旧局舎の保存部分は免震構造で構造躯体を保存している。高層棟には日射遮蔽ルーバー（ひさし）と高性能遮熱断熱ガラス（Low-Eガラス）によるエアフローウィンドを採用した、床から天井まで1枚ガラスの窓（フルハイト窓）を設置するほか、事務所フロアではLED照明器具の全面採用と明るさセンサーによる照明制御、自然換気窓および外気冷房の採用により、高い快適性と環境負荷低減を両立している。これらにより、東京都環境局が開催した東京都環境建築フォーラムで「東京の低炭素ビルTOP30」に選定されている。また、本来の容積率は1,300%だが、建築基準法第57条の2（特例容積率適用地区内における建築物の容積率の特例）により、東京駅丸の内駅舎の容積を移転して、特例容積率1520%が適用されている。
2012年（平成24年）7月に東京中央郵便局とゆうちょ銀行本店、郵便事業銀座支店JPタワー内分室（現・銀座郵便局JPタワー内分室）および高層棟のオフィスが開業し、翌年3月21日には低層棟の商業施設「KITTE」（キッテ）、なども開業して全面開業を迎えている。
2015年（平成27年）に、日本建設業連合会主催の第56回BCS賞を受賞した。

## フロア構成

### 低層棟

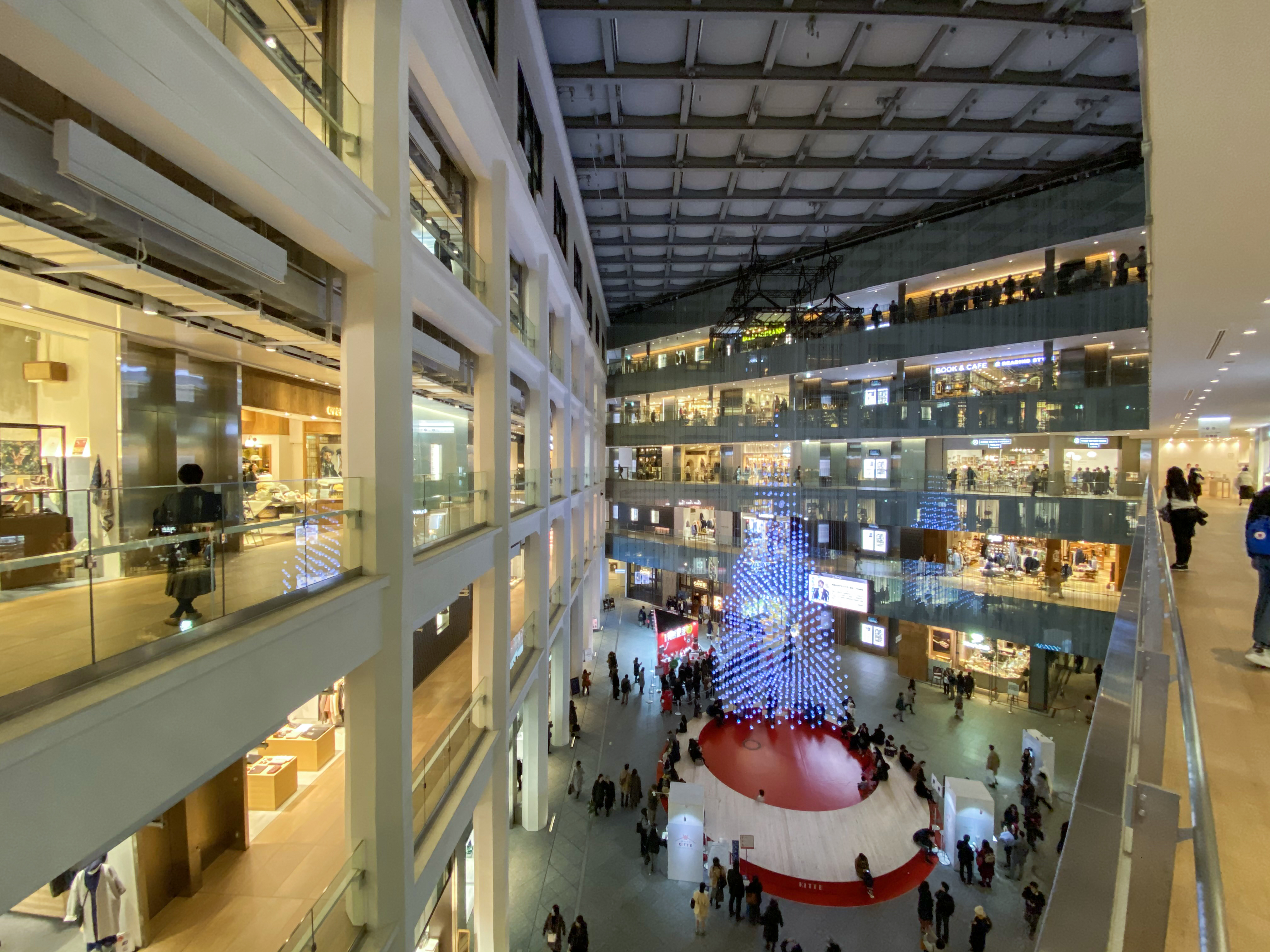
低層棟の吹き抜け部分

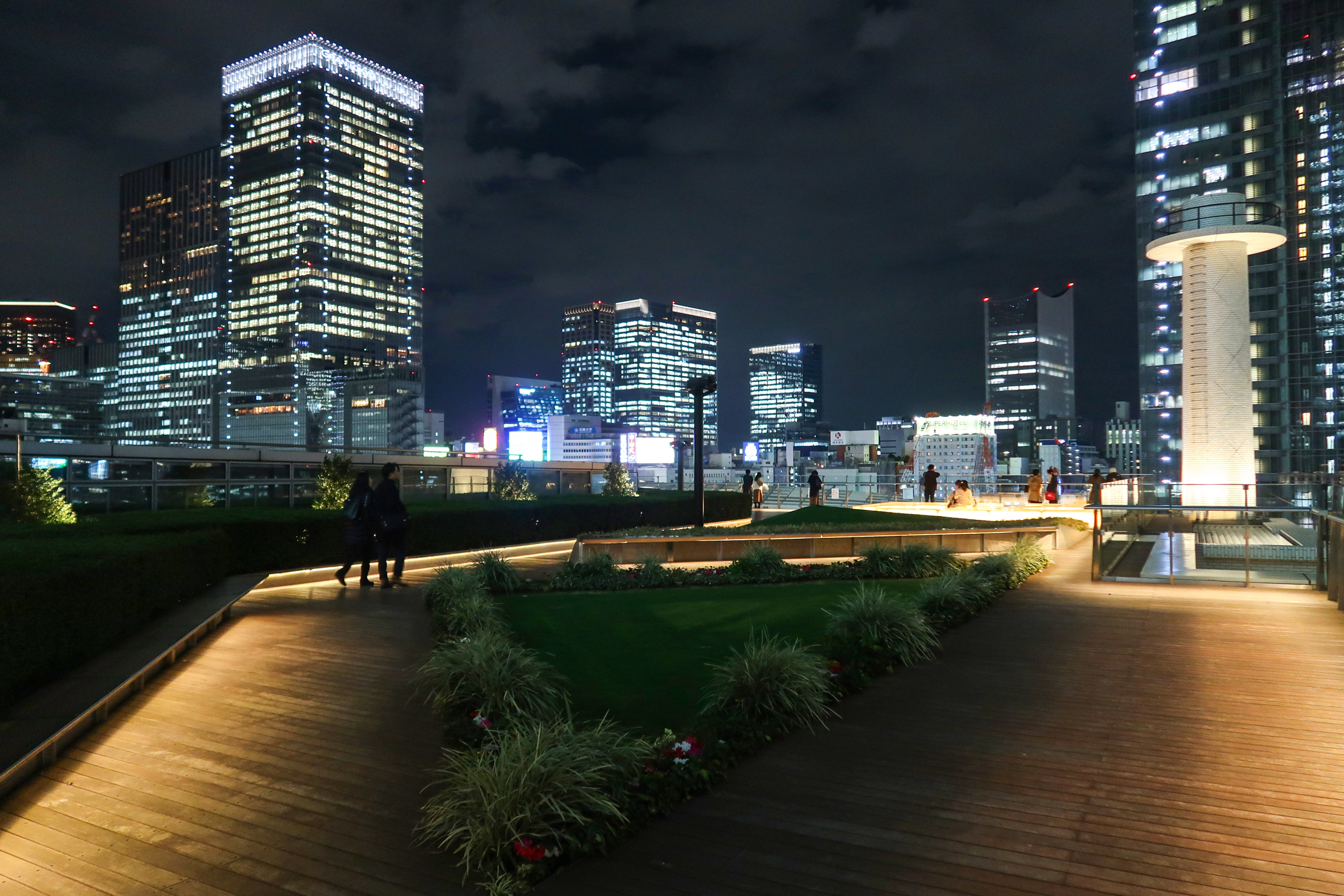
Rooftop garden

駅前広場に面する低層棟（北側および東京駅丸の内駅舎に面する北東側部分）は、吉田鉄郎による旧東京中央郵便局舎の一部を保存・再生した。そのため、商業施設として内装は改装されているが、ファサード保存と異なり構造躯体はそのまま残され、外観は創建時のタイル・窓が復原されている。外観は旧局舎を完全再現しているが、位置については東京駅丸の内駅舎との間を通る東京都道407号丸の内室町線の幅員が従来都市計画を満たしていなかった問題を改善するため、工事の際に壁面が弧を描いている部分（この部分は一時解体された）を回転軸とし、北東側部分を曳家で時計回りに0.9度、円弧の長さで約1 m移動させている。
1 - 6階にオープンした商業施設は「KITTE」（キッテ）と名付けられ、開業時点で物販や飲食など合計98店舗が出店した。内部の目玉は、保存部分と新築部分に囲まれた三角形平面のアトリウム。白く塗られた保存躯体の切断面が、吹き抜け側に大胆に露出する。鉄骨鉄筋コンクリート造の八角形断面の柱や、梁のハンチ（強度を増やすため梁の断面を大きくした部位）など、特徴的な躯体の形状が内部空間に生かされている。天井には、シースルー太陽電池モジュール（360枚：定格出力23.9 kW）が採用された。
このほか、地下1階に国際ビジネス・観光情報センター「東京シティアイ」、2 - 3階には日本郵便と東京大学の産学連携プロジェクトである学術文化総合ミュージアム「インターメディアテク」（IMT）があり、東京大学総合研究博物館の学術標本などが展示され、4階には旧局舎の郵便局長室を復元、4 - 5階にはJPタワー ホール＆カンファレンスが配されている。加えて6階には、一般公開されている屋上庭園「KITTEガーデン」があり、都市再生特別措置法に基づく容積アップの評価要件に含まれている。

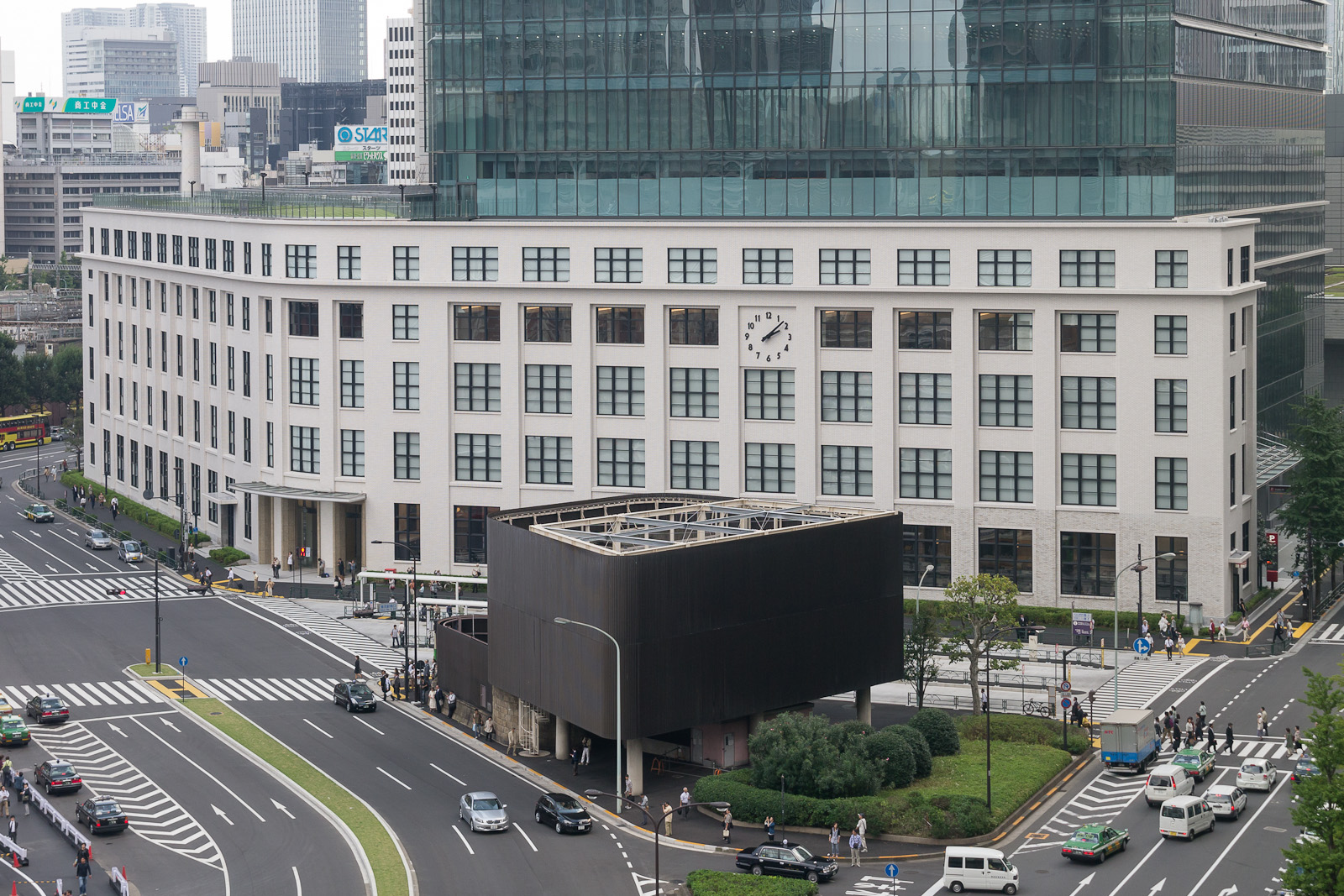
一部保存された旧局舎部分
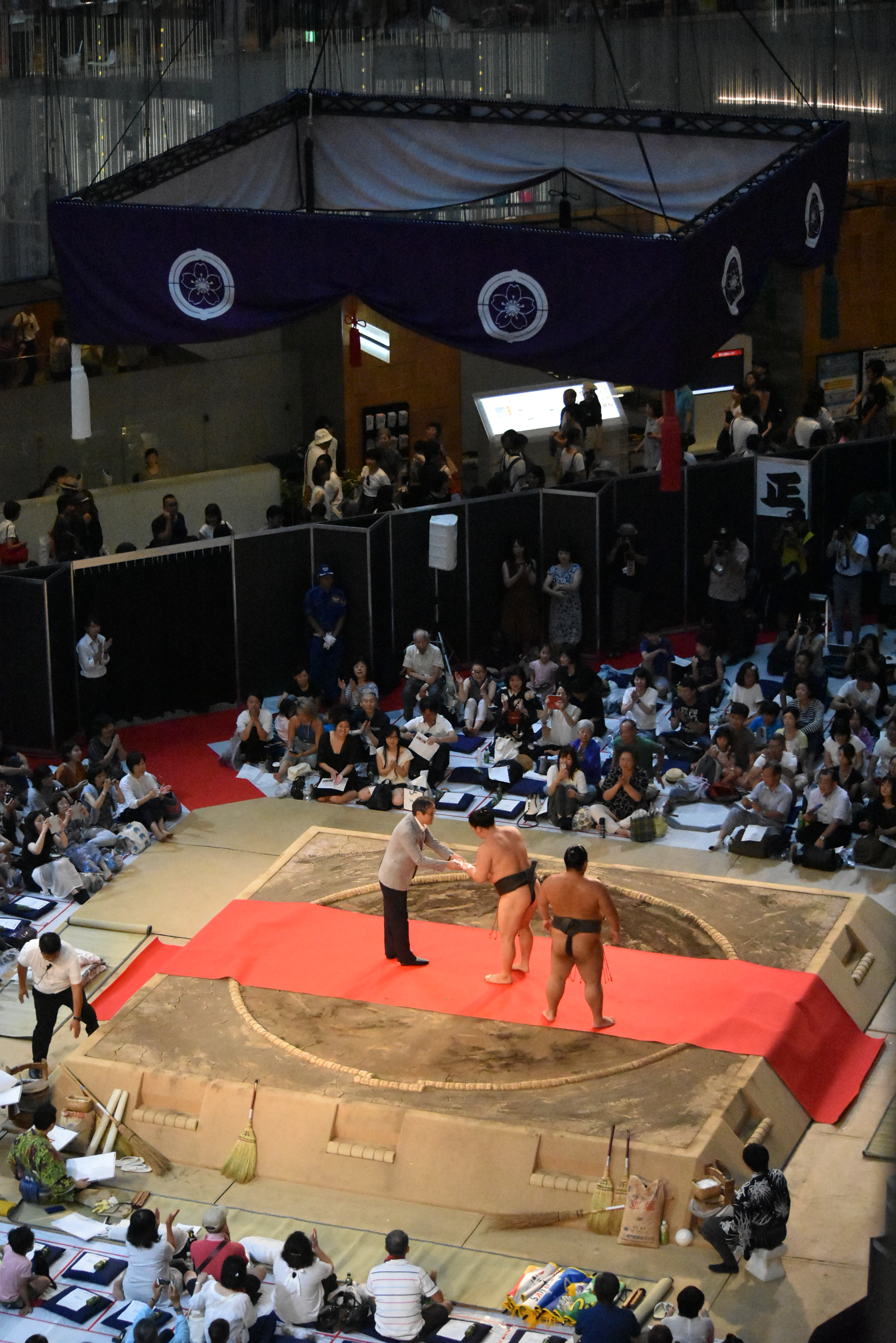
大相撲KITTE場所（2018年8月26日撮影）
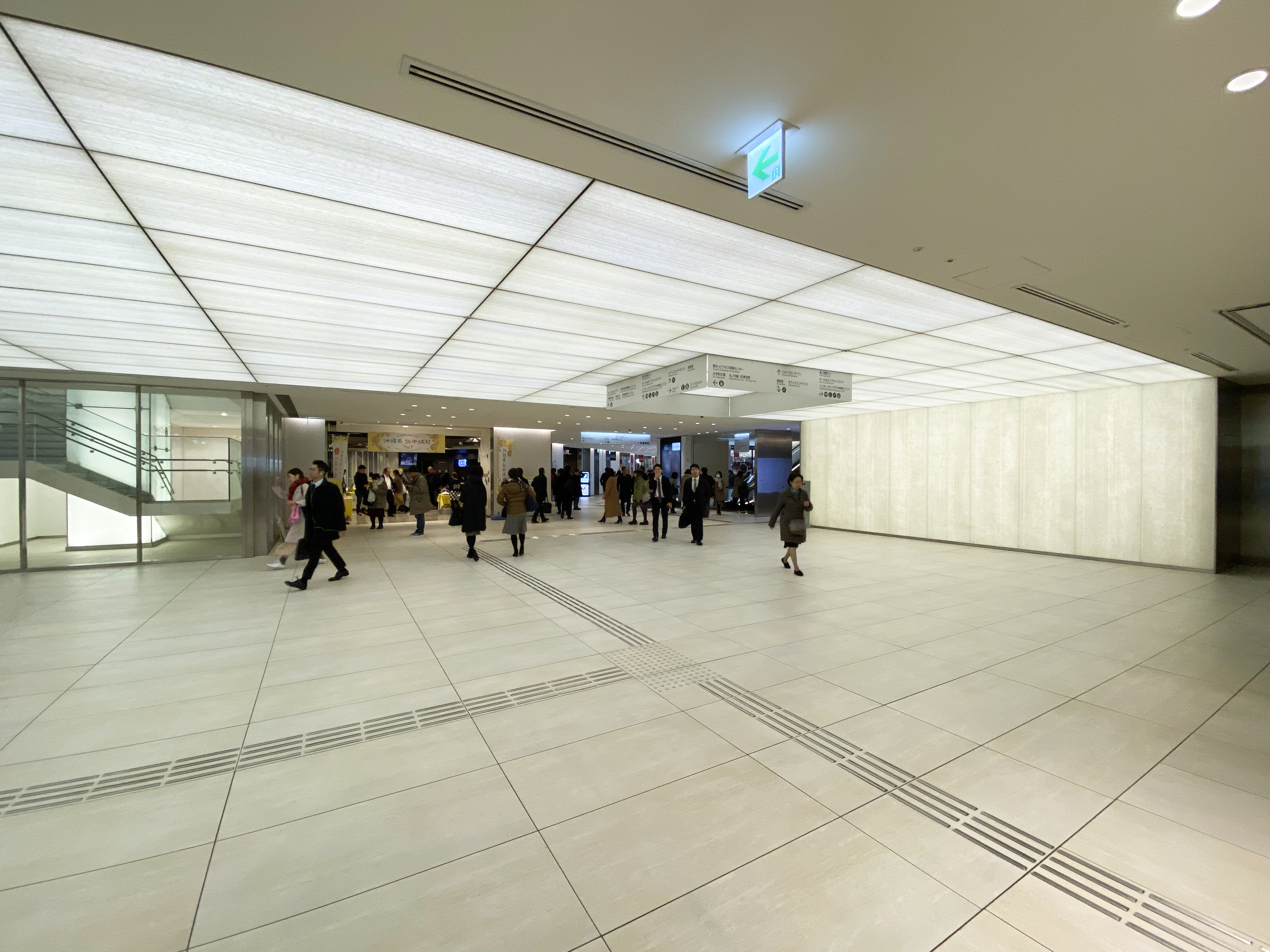
Basement Arcade
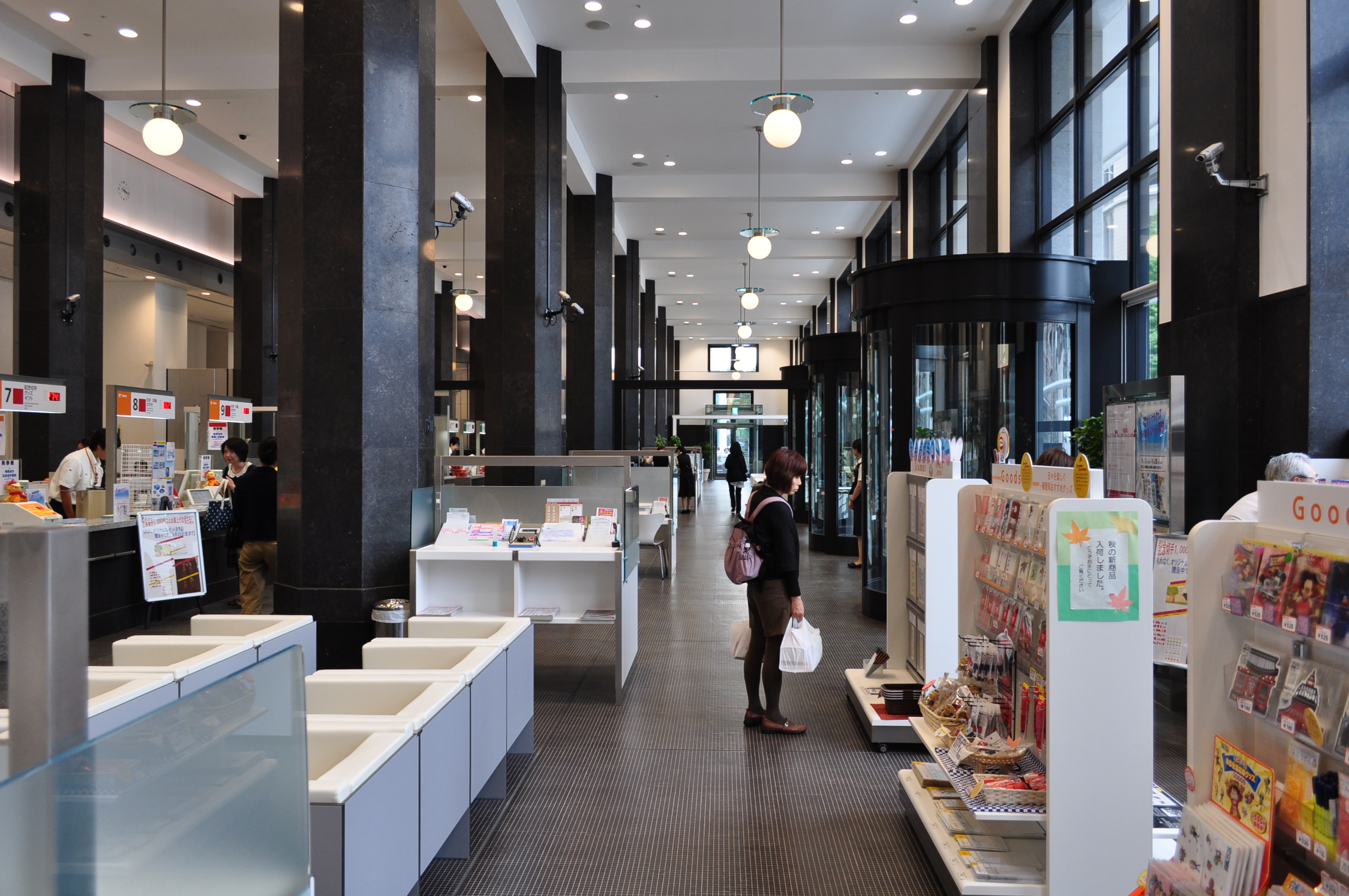
東京中央郵便局の内部（2012年9月26日撮影）
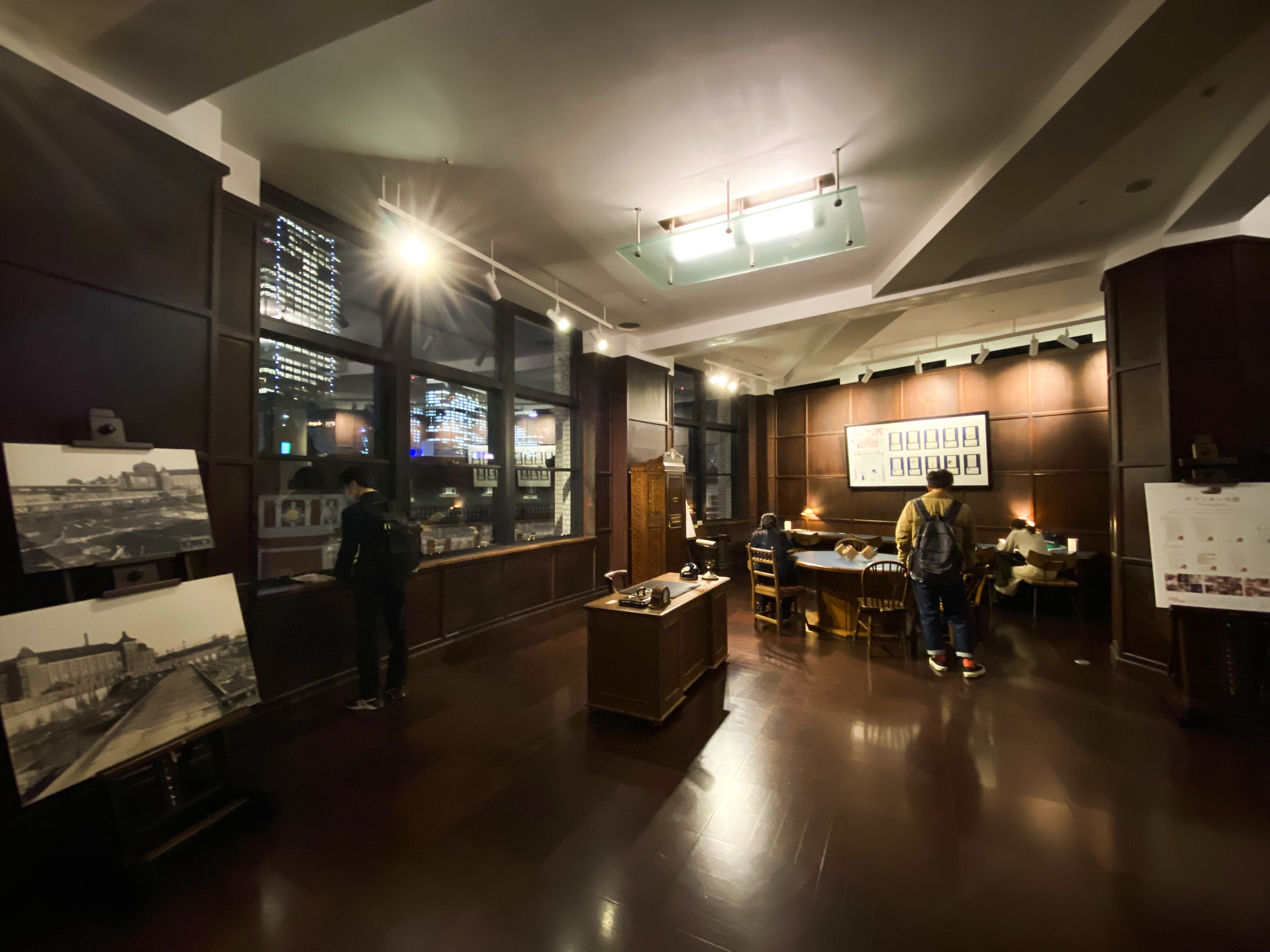
復元された旧東京中央郵便局の郵便局長室

### 高層棟
8 - 38階のオフィスは、提携建築家として招かれたヘルムート・ヤーンが設計し、2012年7月から使用を開始した。
オフィスは東西61.2 m、南北75.6 m、中央部に共用部を設けたコの字形平面で、基準階貸室面積は最大3,209.91 m2（971坪）、延床面積は約93,100 m2（28,164坪）。ビルの西側（大名小路側）にオフィスエントランスがある。

#### 主な入居企業
- コニカミノルタ（2012年8月17日）
- 三菱商事RtMジャパン（2013年9月）
- ネットワンシステムズ（2013年5月7日）[15]
- 大和製罐（2013年9月）
- メタルワン（2014年10月）
- 長島・大野・常松法律事務所
- 東急リバブルソリューション事業本部
- 兼松本社（2022年11月21日 - ）[16]
- りそな銀行東京営業部・埼玉りそな銀行東京支店（2022年11月14日 - ）[17]
- 株式会社SCOグループ（2022年12月26日 - ）
- オープンハウスグループ（2023年1月）
- 株式会社北極星コーポレーション

## アクセス
東京地下鉄丸ノ内線東京駅と地下道で直結、JR東京駅から徒歩約1分、東京メトロ千代田線二重橋前駅から徒歩約2分、JR京葉線東京駅から徒歩約3分、都営地下鉄三田線大手町駅から徒歩約4分、JR有楽町駅・東京メトロ有楽町線有楽町駅から徒歩約6分。

## 建設中のJPタワーのギャラリー

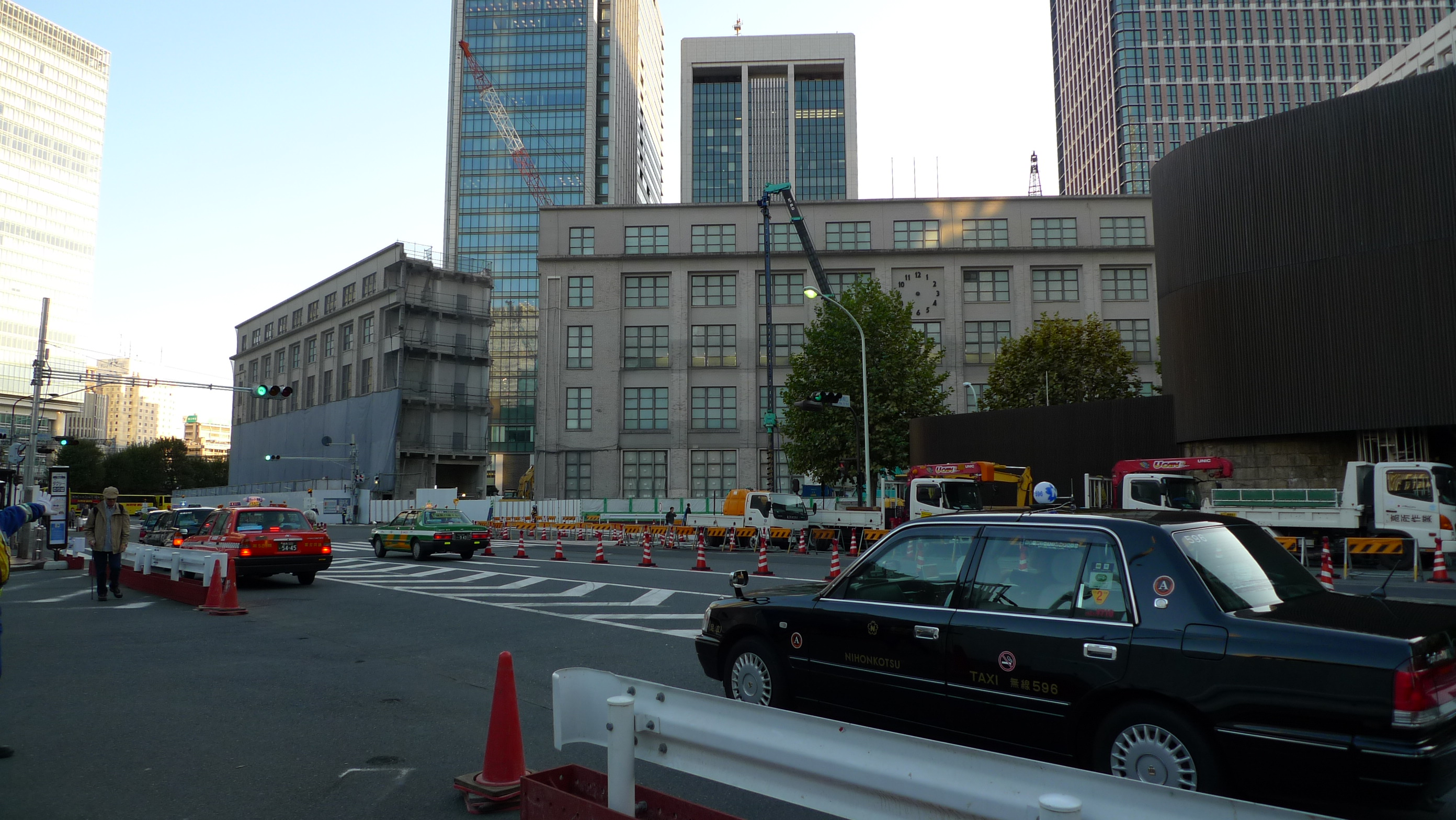
東京中央郵便局旧局舎の一部を残して解体された（2009年11月撮影）
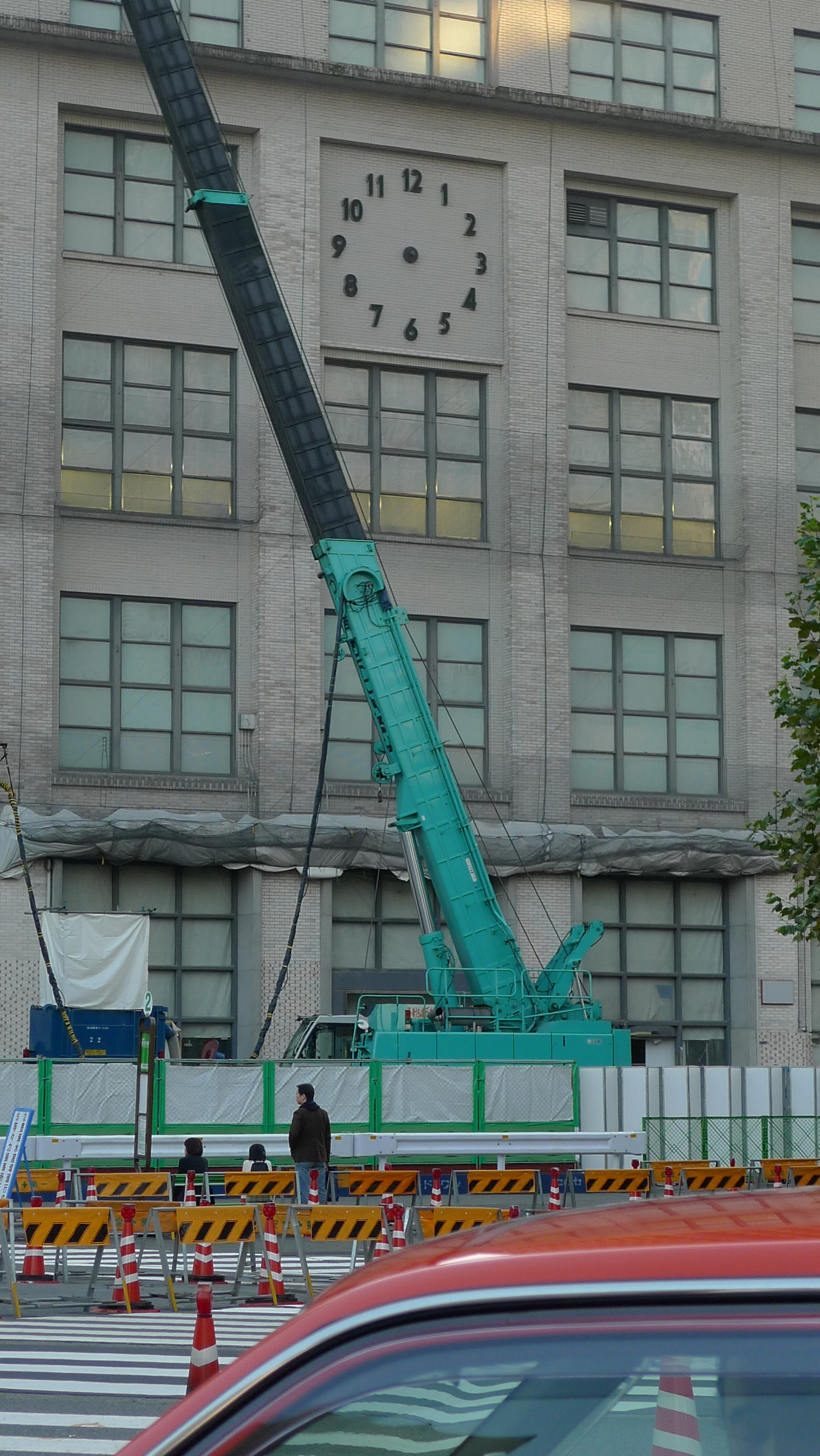
時計周辺（2009年11月撮影）
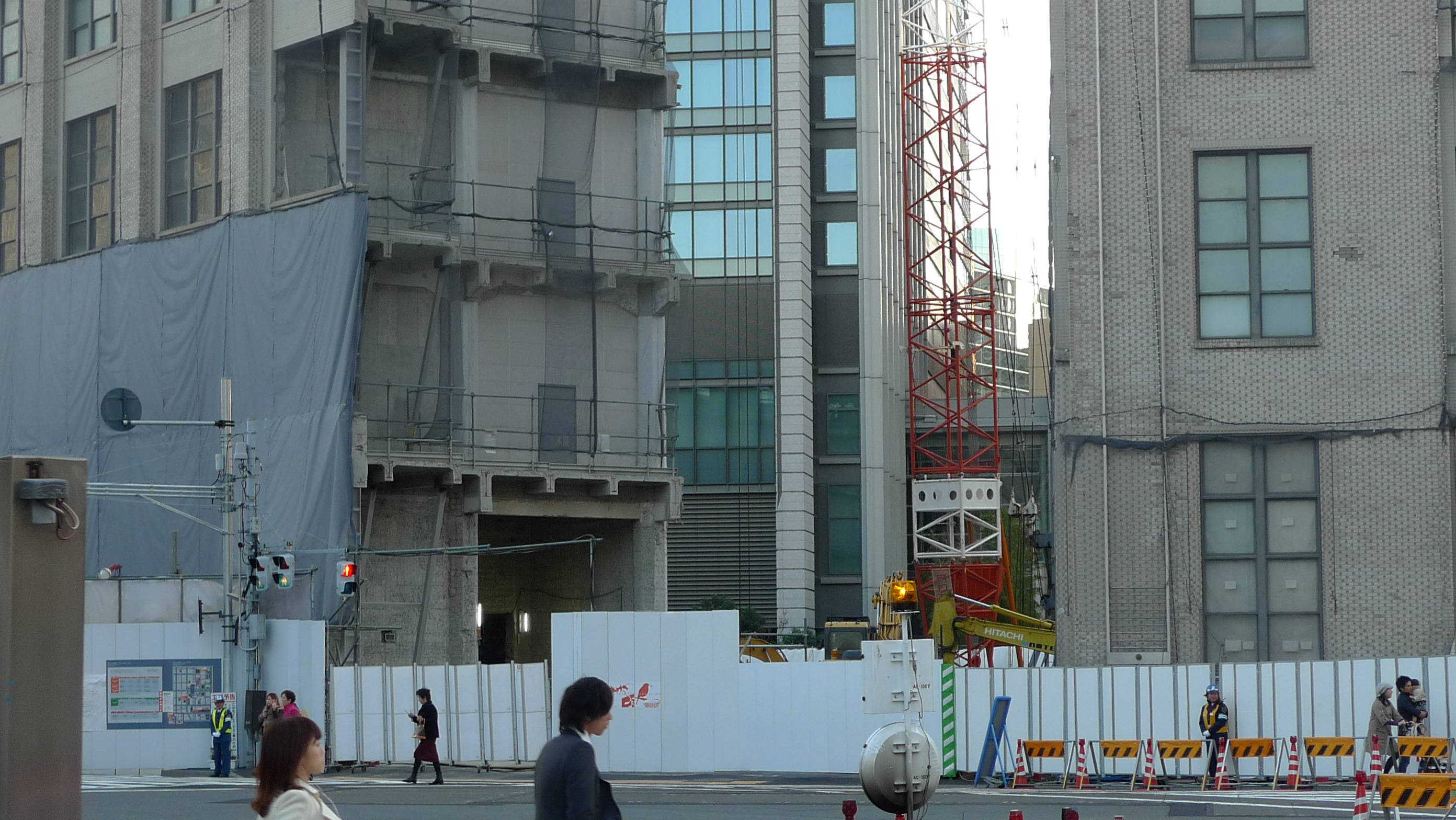
旧局舎断面（2009年11月撮影）
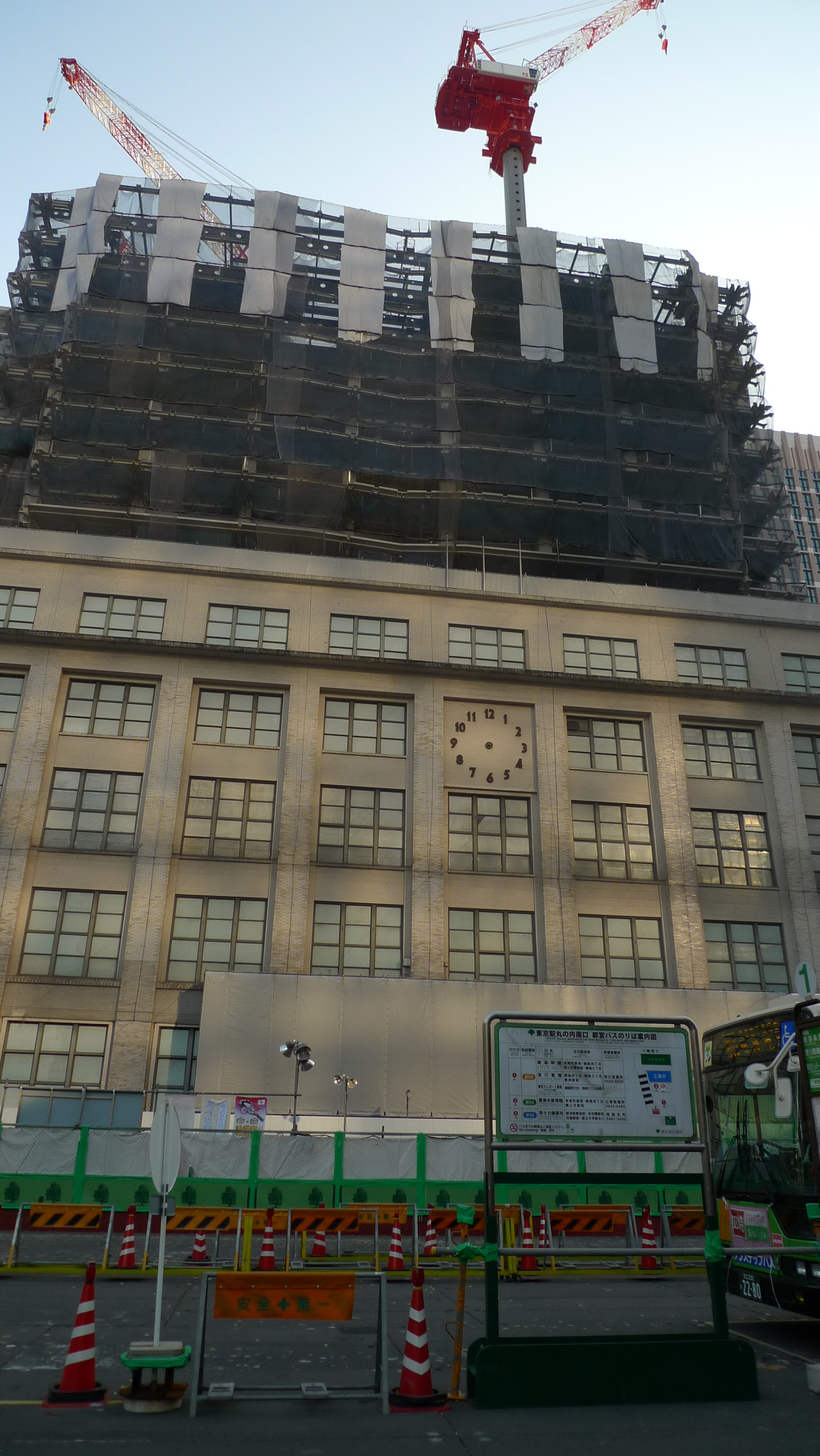
建設現場（2010年12月撮影）
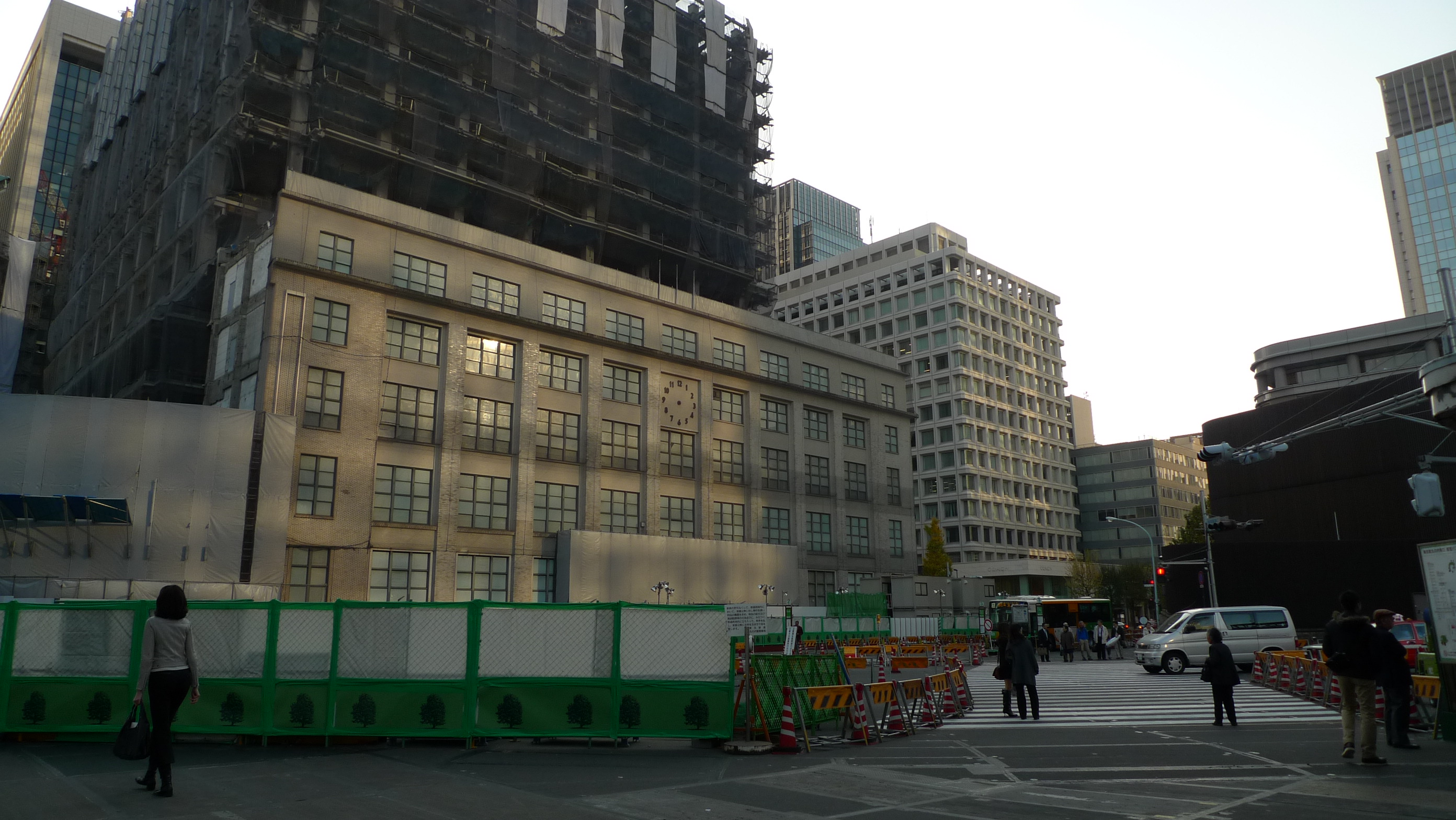
建設現場（2010年12月撮影）